# WJ Stay?
WJ Stay? é o sexto extended play do girl group sino-coreano Cosmic Girls. Foi lançado em 8 de Janeiro de 2019, pela Starship Entertainment e Yuehua Entertainment, e distribuído pela Kakao M. Contém um total de 7 faixas, incluindo o single principal "La La Love".

## Antecedentes e lançamento
Em 24 de Dezembro, Starship Entertainment revelou por meio de suas mídias sociais oficiais de que o grupo retornaria com um novo álbum em 8 de Janeiro de 2019.
Foi noticiado que as membros Mei Qi, Cheng Xiao e Xuan Yi não participariam das promoções do álbum devido à atividades na China, mas fizeram parte da gravação de "Memories".
As integrantes Exy e Dawon participaram na composição e produção da sétima faixa "Ujung". Exy também é creditada como co-compositora em toda as faixas.
No dia do lançamento do álbum, o vídeo musical para o single principal "La La Love" também foi lançado.

## Lista de faixas
| N.º            | Título                             | Arranjo                                     | Duração |  |
| 1.             | "La La Love"                       | 영광의 얼굴들(FULL8LOOM) JAKE K(FULL8LOOM)  | 3:22    |  |
| 2.             | "You Got"                          | 영광의 얼굴들(FULL8LOOM), JAKE K(FULL8LOOM) | 3:34    |  |
| 3.             | "Star" (1억개의 별)                | 최현준 김승수                               | 4:15    |  |
| 4.             | "Memories" (그때 우리)             | 정호현(e.one) 최현준 정민                   | 3:09    |  |
| 5.             | "Cantabile" (칸타빌레(노래하듯이)) | 키겐(Kiggen) MOpin 김진솔                   | 3:24    |  |
| 6.             | "12 O’clock"                       | dress Yenevara                              | 3:35    |  |
| 7.             | "Ujung" (우주정거장)               | 신쿵                                        | 3:06    |  |
| Duração total: | Duração total:                     | Duração total:                              | 24:25   |  |

## Tabelas

### Tabelas semanais
| Tabela (2019)              | Posição mais alta |
| -------------------------- | ----------------- |
| Álbuns Sul Coreanos (Gaon) | 2                 |

### Tabelas mensais
| Tabela (2019)              | Posição mais alta |
| -------------------------- | ----------------- |
| Álbuns Sul Coreanos (Gaon) | 6                 |

## Histórico de lançamento
| Região        | Data                 | Formato             | Gravadora                                           |
| ------------- | -------------------- | ------------------- | --------------------------------------------------- |
| Coréia do Sul | 8 de Janeiro de 2019 | CD Download digital | Starship Entertainment Yuehua Entertainment kakao M |
| Mundialmente  | 8 de Janeiro de 2019 | Download digital    | Starship Entertainment Yuehua Entertainment kakao M |